# Thortveitita
A thortveitita é um mineral que consiste do silicato de Ítrio Escândio (Sc,Y)2Si2O7. É a principal fonte de Escândio e ocorre no pegmatito granítico. Foi nomeado em homenagem ao engenheiro norueguês Olaus Thortveit.